# دامغة الصغيرة (مشرحات)
دامغة الصغيرة (بالفارسية: دامغه کوچک) هي قرية تقع في إيران في قسم مشرحات الريفي. يقدر عدد سكانها بـ 313 نسمة بحسب إحصاء 2016.